# めし
『めし』は、林芙美子による長編小説。1951年（昭和26年）4月1日から7月6日まで『朝日新聞』に連載、同年6月28日の著者の急死に伴い150回の予定を97回で連載終了し、およそ3分の2を書き上げて未完の絶筆となった。同年10月に朝日新聞社より刊行された。1951年当時の大阪を舞台に、ごく平凡なサラリーマン家庭の夫婦の物語を描く。
成瀬巳喜男監督、原節子主演により映画化され、1951年11月に公開された。

## あらすじ

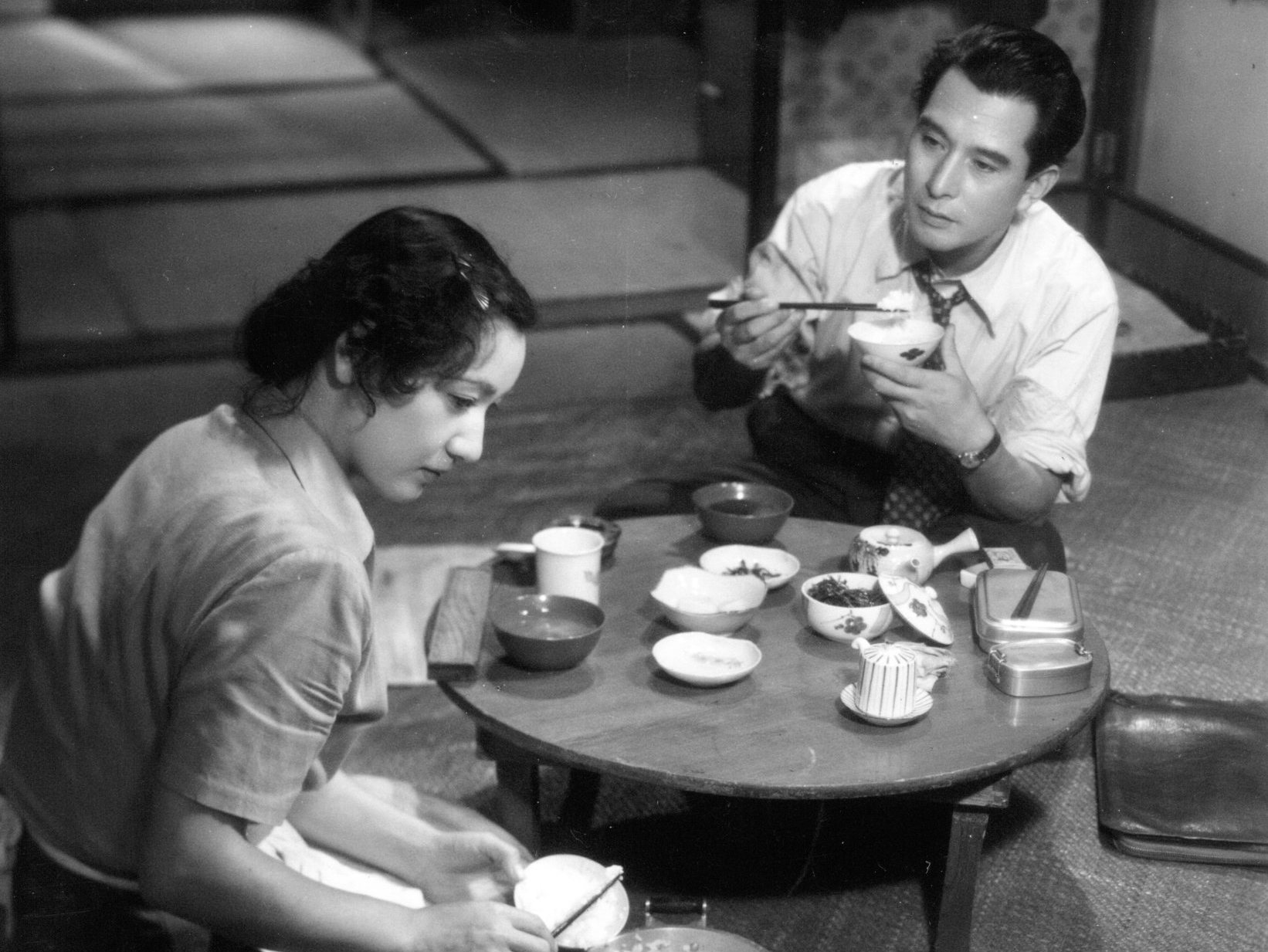
夫婦を演じる原節子と上原謙

大恋愛の末に結ばれた岡本初之輔、三千代の大阪在住の夫婦は結婚から5年を経て、倦怠期に入っていた。世間からは美男美女同士の幸福な家庭と見られているが、些細なことで衝突が続くようになっている。そんな中、初之輔の姪である里子が家出をして、東京から大阪へやってきた。家計をやりくりし家事に追われるだけの日々に疑問を持ち、不満をつのらせていた三千代は、楽しそうな初之輔と里子の姿にも苛立ちを覚える。三千代は里子に帰京を促し、里子を送る名目で東京の実家に里帰りし、久々にのんびりとした時間を過ごす。東京での職探しをいとこに頼み自立を考えるも、悶々と考えあぐねる三千代のもとに、ある日夫の初之輔が訪ねてくる。

## 書誌情報
- めし（1951年10月、朝日新聞社）
- めし（1954年10月、新潮文庫）
  - めし 改版（1992年4月、新潮文庫、ISBN 978-4-10-106104-7）
- めし（1966年1月、角川文庫）

## 映画
『めし』は、1951年11月23日公開の日本映画である。東宝製作・配給。監督は成瀬巳喜男、主演は原節子。モノクロ、スタンダード、97分。
後に『稲妻』『浮雲』『放浪記』などと続く、林原作・成瀬監督による映画作品の第1弾。第25回キネマ旬報ベスト・テン第2位。昭和26年度芸術祭参加作品。

### スタッフ
- 監督：成瀬巳喜男
- 製作：藤本真澄
- 原作：林芙美子
- 脚本：井手俊郎、田中澄江
- 監修：川端康成
- 撮影：玉井正夫
- 音楽：早坂文雄
- 美術：中古智
- 録音：藤好昌生
- 照明：西川鶴三
- チーフ助監督：川西正義
- 製作担当者：石橋嘉博

### キャスト
- 岡本初之輔：上原謙
- 岡本三千代：原節子（東宝専属第1回出演）
- 岡本里子：島崎雪子
- 村田光子：杉葉子
- 富安せい子：風見章子
- 村田まつ：杉村春子
- 堂谷小芳：花井蘭子
- 竹中一夫：二本柳寛
- 村田信三：小林桂樹（大映）
- 谷口芳太郎：大泉滉
- 初之輔の同僚：清水一郎
- 丸山治平：田中春男
- 岡本隆一郎：山村聡
- 山北けい子：中北千枝子
- 鍋井律子：谷間小百合
- 鈴木勝子：立花満枝
- 金沢りう：音羽久米子
- 近所の主婦：出雲八重子
- 隆一郎の妻：長岡輝子
- 谷口しげ：浦辺粂子
- 竹中すみ：滝花久子
- 竹中雄蔵：進藤英太郎（クレジット表記なし）

### 作品解説

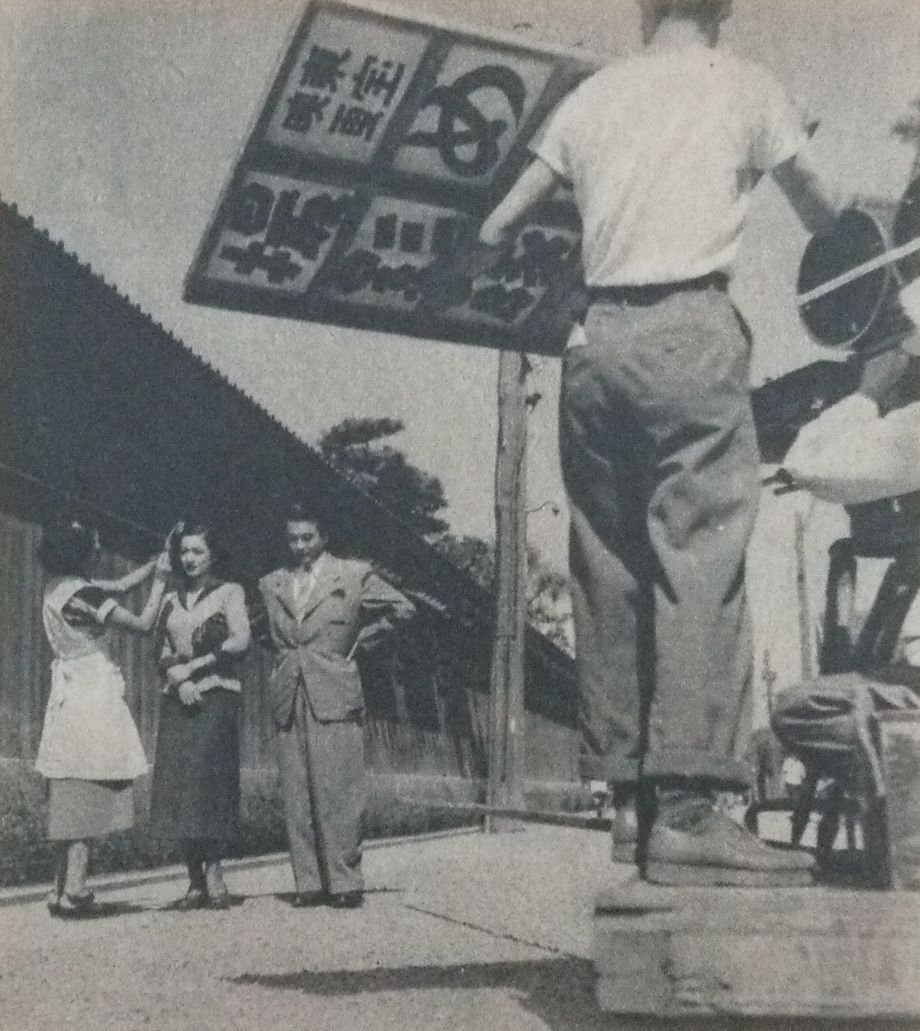
帝塚山でのロケ風景（奥に原節子と二本柳寛）

原作は林芙美子の同名小説であるが、同作は前述のように未完の絶筆となっていた。そのため、映画化にあたり成瀬や脚本の田中澄江・井手俊郎によって独自の結末が付けられたが、会社から結末が離婚では困ると要望され、妻が夫のもとに戻るような終わり方にされた。
当初は千葉泰樹が監督する予定だった。また、村田信三役は伊豆肇に決まっていたが、スケジュールの都合で小林桂樹に交代した。当時大映専属で仕事が減っていた小林は、この作品で東宝に貸し出されて認められたことをきっかけに移籍する。
当時の成瀬は、戦後の『浦島太郎の後裔』（1946年）前後から始まった「スランプ」と目される時期で、作品の質、興行収入共に振るわない低空飛行が続いていた。そうした中で制作されたこの作品は、林のリアリティー溢れる描写を盛り込んだ上で、「倦怠期の夫婦」という暗鬱な題材ながら軽妙な処理で親しみやすい高質のホームドラマに仕上がった。成瀬にとって、この後、多くの女性映画を手掛ける嚆矢の作品で、監督としての円熟期を迎える契機となった。
公開後にはこの作品は大きな興行的成功を収め、「成瀬復活」を世間に印象付けた。作品の成功には原作のチョイス、川端康成の監修によるアレンジが奏功したことはもちろんだが、分けても主演の上原、原両名の清潔感溢れる演技の貢献は大きい。原は当時、一連の小津安二郎作品で「永遠の処女」と呼ばれる神話性を持ったスター女優であったが、この作品では市井の所帯やつれした女性を演じ、新境地を開拓している。
ただし、映画独自の結末には林文学のファンなどからは批判を受けることもあり、「この夫婦は別れるべきだった」「林自身はそのような想定をしていた」などの意見がある。なお、林自身がどのような結末を想定していたかは不明である。
また、原作にも描かれる大阪の名所が数多く登場し、復興期の街の風景、観光案内としての楽しみ方も出来る作品である。

### 受賞歴
- 第25回キネマ旬報ベスト・テン 第2位
- 第6回毎日映画コンクール 日本映画大賞、監督賞、撮影賞、録音賞、女優演技賞（原節子）
- 第2回ブルーリボン賞 作品賞、脚本賞（田中澄江）、主演女優賞（原節子）、助演女優賞（杉村春子）